# Лібор Гудачек
Лібор Гудачек (словац. Libor Hudáček; 7 листопада 1990, м. Левоча, ЧССР) — словацький хокеїст, правий нападник. Виступає за «Слован» (Братислава) у Континентальній хокейній лізі.
Вихованець хокейної школи ХК «Спішска Нова Вес». Виступав за ХК «Спішска Нова Вес».
У чемпіонатах Словаччини — 146 матчів (30+53), у плей-оф — 37 матчів (11+9).
У складі національної збірної Словаччини провів 15 матчів (3 гола); учасник чемпіонату світу 2012 (10 матчів, 2+3). У складі молодіжної збірної Словаччини учасник чемпіонату світу 2010. У складі юніорської збірної Словаччини учасник чемпіонату світу 2008.
Брат: Юліус Гудачек.
Досягнення
- Срібний призер чемпіонату світу (2012)
- Чемпіон Словаччини (2012).